# Macraspis desmarestii
Macraspis desmarestii är en skalbaggsart som beskrevs av Waterhouse 1881. Macraspis desmarestii ingår i släktet Macraspis och familjen Rutelidae. Inga underarter finns listade i Catalogue of Life.